# اسپات‌لایت (فیلم ۲۰۱۵)
افشاگر یا اسپات‌لایت (انگلیسی: Spotlight، یا نور موضعی یک فیلم زندگینامه‌ای -جنایی آمریکایی، به کارگردانی توماس مک‌کارتی و نویسندگی جاش سینگر و توماس مک‌کارتی است که در سال ۲۰۱۵ منتشر شد. در این فیلم بازیگرانی همچون مارک روفالو، مایکل کیتون، ریچل مک‌آدامز، جان اسلتری، استنلی توچی، لیو شرایبر و بیلی کروداپ ایفای نقش می‌کنند. این فیلم به روایت داستان یکی از قدیمی‌ترین گروه‌های روزنامه‌نگاری بوستون گلوب به نام گروه روزنامه‌نگاران اسپات‌لایت از روزنامه بوستون گلوب می‌پردازد. آن‌ها از کودک آزاری در یک کلیسای کاتولیک در ماساچوست آمریکا روایت برداشتند، و در سال ۲۰۰۳ برنده جایزه پولیتزر خدمت به عموم شدند. اسپات‌لایت در هشتاد و هشتمین دوره جوایز اسکار در شش رشته مختلف نامزد شد که در این بین توانست جایزه بهترین فیلم و بهترین فیلم‌نامه غیراقتباسی را دریافت کند. این فیلم در هفتاد و دومین جشنواره فیلم ونیز به نمایش درآمد. اسپات‌لایت توسط اوپن رود فیلمز در ۶ نوامبر ۲۰۱۵ اکران شد.
به گفتهٔ توماس مک‌کارتی کارگردان فیلم، فعالیت روزنامه‌نگاری اسپات‌لایت متوقف شده‌است. «راستش با وضعیت روزنامه‌نگاری جدی و حرفه‌ای کنونی، الان بهترین زمان برای فساد است، برای اینکه این نوع روزنامه‌نگاری، سالهاست در کشور من – و مطمئنم در کشور شما هم- از بین رفته‌است؛ بنابراین روزنامه‌نگاران نمی‌تواند این جور مسائل را حل کنند. اما اگر با خبر شوند، می‌توانند آن را روی توئیتر یا فیس بوک بگذارند، اما آیا می‌توانند هفته‌ها و ماه‌ها را در دادگاه بگذرانند و به دنبال پلیس و مصاحبه با افراد باشند؟ نه. بیشترِ مردم، کار دارند.»

## داستان
در سال ۲۰۰۱، بوستون گلوب یک سردبیر جدید به نام مارتی بارون استخدام می‌کند. بارون با والتر رابی رابینسون ملاقات می‌کند که دبیر تحریریه گروه اسپات‌لایت است. این گروه کوچک متشکل از روزنامه‌نگارانی است که بعد از ماه‌ها تحقیق، مقاله‌هایی تحقیقی می‌نویسند و چاپ می‌کنند. بارون در ستونی از گلوب دربارهٔ وکیلی به نام میچل گارابدیان مطلبی می‌خواند. گارابدیان اذعان می‌کند جناب کاردینال لاو می‌دانسته که کشیش جان گِیگان، از کودکان سوءاستفاده جنسی می‌کرده‌است، اما هیچ کاری برای توقف او انجام نداده‌است. سپس از گروه اسپات‌لایت تقاضا می‌کند در این باره تحقیق کنند. مایکل رزندس با گارابدیان تماس می‌گیرد اما وی ابتدا با مصاحبه موافقت نمی‌کند. پس از مدتی رزندس فاش می‌کند که عضو گروه اسپات‌لایت است و گارابدیان تشویق می‌شود.
گروه اسپات‌لایت در مسیر تحقیق خود، الگویی از سوءاستفاده جنسی از کودکان توسط کشیش‌های کاتولیک در ماساچوست کشف می‌کند که اسقف اعظم بوستون روی آن سرپوش گذاشته‌است. در ادامه با کمک شخصی دیگر، دامنه تحقیق آن‌ها به ۱۳ کشیش متخلف می‌رسد. مردی که قبلاً کشیش بوده و برای اصلاح کشیش‌های بچه باز تلاش می‌کرده، فاش می‌کند که باید حدود ۹۰ کشیش متجاوز در بوستون وجود داشته باشد (شش درصد کشیش‌ها). گروه با تحقیق بیشتر به لیستی ۸۷ نفره می‌رسند و به عنوان مدرک ادعای خود شروع به یافتن قربانی‌ها می‌کنند. وقتی حملات ۱۱ سپتامبر رخ می‌دهد، گروه مجبور می‌شود داستان را کنار بگذارد. اما زمانی که رزندس از طریق گارابدین متوجه می‌شود که اسناد در دسترسی برای تصدیق آگاهی کاردینال لاو از قضیه وجود دارد، موقعیت جدیدی بدست می‌آید. نهایتاً گروه اسپات‌لایت شروع به نگارش داستان می‌کند و برنامه‌ریزی می‌کند یافته‌های خود را در اوایل سال ۲۰۰۲ چاپ کند.
وقتی به چاپ نزدیک می‌شوند، رابینسون اعتراف می‌کند که در سال ۱۹۹۳ لیستی متشکل از نام ۲۰ کشیش بچه‌باز دریافت کرده، اما ادامه داستان را نگرفته بوده‌است. علی‌رغم این، بارون می‌گوید که کاری که دارند انجام می‌دهند مهم است. داستان کاردینال لاو و شماره تلفنی برای معرفی قربانیان چاپ می‌شود. صبح روز بعد، تماس‌های بی‌پایانی از قربانی‌ها گرفته می‌شود که مایل هستند داستان خود را تعریف کنند. فیلم اینطور تمام می‌شود که لیستی از مکان‌هایی در آمریکا و سایر نقاط دنیا نمایش داده می‌شود که کلیسای کاتولیک در اخفای تجاوزهای کشیش‌ها در آن نقاط نقش داشته‌است.

## بازیگران
- مارک روفالو
- مایکل کیتون
- ریچل مک‌آدامز
- لیو شرایبر
- جان اسلتری
- استنلی توچی
- جیمی شریدن
- پل گویلفویل
- بیلی کروداپ
- لن کری‌یو
- شیوان مورفی

## نامزدی‌ها و جوایز
| ۲۰۱۶ | جایزهٔ گلدن گلوب | بهترین فیلم درام           | استیو گولین                                             | نامزدشده |
| ۲۰۱۶ | جایزهٔ گلدن گلوب | بهترین کارگردانی           | توماس مک‌کارتی                                           | نامزدشده |
| ۲۰۱۶ | جایزهٔ گلدن گلوب | بهترین فیلم‌نامه            | توماس مک‌کارتی و جاش سینر                                | نامزدشده |
| ۲۰۱۶ | جایزهٔ اسکار     | بهترین فیلم                | مایکل شوگر، استیو گولین، نیکول روکلین و بلای پاگون فاست | برنده    |
| ۲۰۱۶ | جایزهٔ اسکار     | بهترین فیلم‌نامهٔ غیراقتباسی | توماس مک‌کارتی و جاش سینر                                | برنده    |
| ۲۰۱۶ | جایزهٔ اسکار     | بهترین کارگردانی           | توماس مک‌کارتی                                           | نامزدشده |
| ۲۰۱۶ | جایزهٔ اسکار     | بهترین بازیگر نقش مکمل مرد | مارک روفالو                                             | نامزدشده |
| ۲۰۱۶ | جایزهٔ اسکار     | بهترین بازیگر نقش مکمل زن  | ریچل مک‌آدامز                                            | نامزدشده |
| ۲۰۱۶ | جایزهٔ اسکار     | بهترین تدوین               | تام مک آردل                                             | نامزدشده |